# ISO 3166-2:ZW

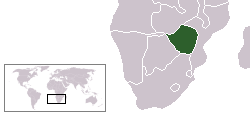
Localización de Zimbabue

ISO 3166-2:ZW es la entrada para Zimbabue en ISO 3166-2, parte de los códigos de normalización ISO 3166 publicados por la Organización Internacional de Normalización (ISO), que define los códigos para los nombres de las principales subdivisiones (p.ej., provincias o estados) de todos los países codificados en ISO 3166-1.
En la actualidad, para Zimbabue los códigos ISO 3166-2 se definen en ocho provincias y dos ciudades con estatuto de provincia.
Cada código consta de dos partes, separadas por un guion. La primera parte es ZW, el código para Zimbabwe de la ISO 3166-1 alfa-2. La segunda parte tiene dos letras.

## Códigos actuales
Los nombres de las subdivisiones constan en la lista según el estándar publicado por la Agencia de Mantenimiento del ISO 3166-2 ISO 3166 (ISO 3166/MA).
Pulsa sobre el botón en el encabezado de cada columna para clasificar.
| Código | Nombre de la subdivisión (en) | Nombre de la subdivisión (es) |
| ------ | ----------------------------- | ----------------------------- |
| ZW-BU  | Bulawayo                      | Bulawayo (ciudad)             |
| ZW-HA  | Harare                        | Harare (ciudad)               |
| ZW-MA  | Manicaland                    | Manicalandia                  |
| ZW-MC  | Mashonaland Central           | Mashonalandia Central         |
| ZW-ME  | Mashonaland East              | Mashonalandia Oriental        |
| ZW-MW  | Mashonaland West              | Mashonalandia Occidental      |
| ZW-MV  | Masvingo                      | Masvingo                      |
| ZW-MN  | Matabeleland North            | Matabelelandia Septentrional  |
| ZW-MS  | Matabeleland South            | Matabelelandia Meridional     |
| ZW-MI  | Midlands                      | Midlands                      |